# Alexander Ponton
Alexander Ponton, född 6 februari 1898, död 31 oktober 1949, var en friidrottare från Kanada. Han deltog vid olympiska sommarspelen 1920.